# Centum Star
Le Centum Star est un complexe de trois gratte-ciel situé à Busan en Corée du Sud. Le complexe comprend :
- la tour B, 212 mètres et 60 étages ;
- la tour C, 189 mètres et 52 étages ;
- la tour A, 184 mètres et 51 étages.

Toutes ces tours sont occupées par des appartements et ont été construites en 2008.